# Limonia nitobei
Limonia nitobei är en tvåvingeart som först beskrevs av Edwards 1916.  Limonia nitobei ingår i släktet Limonia och familjen småharkrankar.
Artens utbredningsområde är Taiwan. Inga underarter finns listade i Catalogue of Life.